# 람바다
람바다(Lambada)는 브라질에서 시작하여 1980년대 후반에 세계적으로 유명하게 된 춤이자 음악 장르이다. 특히 라틴 아메리카와 카리브해 지역 그리고 필리핀에서 유행하였다.
춤으로서 람바다는 일반적으로 상대가 있는 파트너 댄스이다. 빠른 발놀림과 엉덩이를 옆으로 움직이며 회전하는 것이 특징이다. 원래는 상대를 정면으로 마주보고 추는 춤으로 등 뒤로 돌아가지는 않았다. 람바다가 대중적인 인기를 끌게 되면서 프로 댄서의 차림새는 남자의 경우 긴 바지를, 여성의 경우 회전할 때 말려 올라가는 짧은 스커트를 입는 것이 일반화되었다.

## 역사
람바다는 브라질 벨렝에서 시작되었다. 람바다는 브라질 전통 리듬 가운데 하나인 카림보와 메렝게를 뒤섞은 리듬을 가리키는 말로 쓰이기 시작했다. 벨렝에서 탄생한 람바다는 포르투세구로 지방에서 본격적으로 유행하기 시작하며 브라질 전체로 유행하기 시작했다.
람바다는 그레이든 클락이 만든 영화 《금지된 춤》에서 소개되어 1990년대 초 미국에서 유행하기 시작하였으며 곧 이어 세계적인 유행을 하였다. 라틴 아메리카의 춤은 이미 차차차와 같은 것이 세계적인 유행을 하기도 하였다. 람바다는 영화 개봉후 미국 전역의 나이트 클럽에서 틀어주는 음악이 되었다. 특히 영화에 삽입된 카오마의 람바다가 영화의 성공과 함께 큰 인기를 끌었다. 춤 동작이 성행위를 연상케 한다는 평이 있지만 영화의 제목과 달리 브라질에서 금지된 적은 없다.

### 카림보
카림보는 브라질이 포르투갈의 식민지였던 시절부터 연주된 장르이다. 벨렝을 중심으로 브라질 북부에서 연주되던 카림보는 카리브해의 여러 지역으로 전파되면서 보다 강한 비트에 실려 격정적으로 추는 춤이 되었다. 카리브해 여러 나라와 브라질 북부는 서로의 음악에 영향을 주고 받았고, 그 결과 카림보는 점차 변화를 겪으면서 또 다른 빠른 춤곡인 메렝게와 뒤섞이게 되었다. 1980년대 벨렝의 라디오에서는 빠른 템포의 카림보 댄스 음악을 람바다라고 부르기 시작했고, 곧 이어 람바다가 새 춤곡의 대표적인 이름이 되었다.

## 카오마의 노래
카오마가 부른 람바다는 원래 볼리비아의 음악 그룹 로스 캬르카스(Los Kjarkas)가 1981년 발매한 포크송 〈Llorando se fue〉(그녀는 울며 떠났네)이다. 카오마는 스페인어로 된 이 노래를 1989년 포르투갈어로 번역하여 〈Chorando Se Foi〉라는 부제로 녹음하였다. 카오마는 발표 당시 이 노래가 편곡된 것이라는 점을 밝히지 않았기 때문에 표절 논란이 있었다.

## 춤의 변화
람바다는 21세기 초 리우데자네이루 지역에서 람바다 음악의 쇠퇴로 주크 음악에 맞춰 추게 되며 음악에 맞게 춤이 변화하며 람바다(춤)는 브라질리언 주크(춤)로 분화했다. 캐러비안지방에서 발생한 주크 음악에는 그에 맞춰추는 (캐러비안) 주크 댄스가 있기 때문에 종종 혼동되지만 브라질리언 주크는 (캐러비안) 주크 댄스와는 아무런 연관이 없다.